# Riverside (Oregon, Linn megye)
Riverside az Amerikai Egyesült Államok északnyugati részén, Oregon állam Linn megyéjében elhelyezkedő önkormányzat nélküli település.